# Оберштауфен
Оберштауфен (нім. Oberstaufen) — населений пункт, за юридичною формою торгова громада в німецькій федеральній землі Баварія. Підпорядковується адміністративному округу Швабія. Входить до складу району Оберальгой.
Площа — 125,84 км2. Населення становить 7798 ос. (станом на 31 грудня 2020).